# Xanthostege
Xanthostege is een geslacht van vlinders van de familie grasmotten (Crambidae), uit de onderfamilie Pyraustinae.

## Soorten
- X. plana Grote, 1883
- X. roseiterminalis Barnes & McDunnough, 1914